# Новосельське (Казахстан)
Новосе́льське (каз. Новосельское) — село у складі Атбасарського району Акмолинської області Казахстану. Адміністративний центр та єдиний населений пункт Новосельської сільської адміністрації.
Населення — 674 особи (2021; 1079 у 2009, 1251 у 1999, 1598 у 1989).
Національний склад станом на 1989 рік:
- росіяни — 37 %;
- німці — 27 %;
- українці — 20 %.